# Laura Branigan
Laura Ann Branigan (3 tháng 7 năm 1952 - 26 tháng 8 năm 2004) là một nữ ca sĩ, nhạc sĩ và diễn viên người Mỹ.

## Đầu đời
Laura Ann Branigan sinh ngày 3 tháng 7 năm 1952 tại làng Brewster, ngoại ô Thành phố New York, bà là con thứ tư trong số năm người con của bà Kathleen O'Hare Branigan (1921–2006) và ông James Branigan, Sr. (1914–1984), một nhà điều hành tài khoản và nhà môi giới quỹ tương hỗ; hai người sau đó đã ly thân. Ông bà ngoại của Branigan là William O'Hare, Jr. (con trai của William John O'Hare và Agnes B. O'Connor) và Mary Conway (con gái của Francis J. Conway và Mary Teresa McGuiness); tất cả họ đều là người Ireland.
Branigan theo học trường trung học Byram Hills từ năm 1966 đến năm 1970, bà từng đóng vai chính trong vở nhạc kịch trung học The Pajama Game trong những năm học cuối cấp.

## Sự nghiệp âm nhạc
Năm 1984 là đỉnh cao của kỷ nguyên synthpop châu Âu, và "Self Control", ca khúc chủ đề trong album thứ ba của Branigan, phát hành vào tháng 4 năm 1984 đã trở thành bản hit lớn nhất của bà trên thị trường quốc tế, đứng đầu bảng xếp hạng tại hơn sáu quốc gia, đặc biệt là Tây Đức, ca khúc đã có sáu tuần liên tiếp thống trị ở vị trí số 1. Phiên bản gốc được thu âm vài tháng trước đó vào năm 1984 bởi một trong những đồng sáng tác của bài hát là Raffaele Riefoli dưới cái tên "Raf" đã giữ vị trí số 2 tại Ý trong khoảng thời gian này; ngoài quê hương Ý của Raf, phiên bản của Branigan cũng gặt hái được nhiều thành công lớn khi đạt vị trí thứ 4 tại Mỹ. Bài hát được phát sóng ở tập 8 của mùa đầu tiên trong bộ phim truyền hình Miami Vice có tựa đề "The Great McCarthy", phát sóng vào ngày 16 tháng 11 năm 1984.

## Qua đời
Laura Branigan qua đời trong lúc đang ngủ tại nhà nghỉ ở East Quogue, New York, vào ngày 26 tháng 8 năm 2004, hưởng thọ 52 tuổi. Nguyên nhân được cho là do chứng phình động mạch não chưa được chẩn đoán trước đó. Các phương tiện truyền thông cho biết bà đã bị đau đầu trong vài tuần trước khi qua đời, nhưng không đi khám.

## Danh sách đĩa nhạc

### Album phòng thu
- Branigan (1982)
- Branigan 2 (1983)
- Self Control (1984)
- Hold Me (1985)
- Touch (1987)
- Laura Branigan (1990)
- Over My Heart (1993)

### Album chưa phát hành
- Silver Dreams (1981)

## Phim và chương trình đã tham gia
| Phim điện ảnh            | Phim điện ảnh                       | Phim điện ảnh      | Phim điện ảnh                                                                                  |
| Năm                      | Phim                                | Vai diễn           | Ghi chú                                                                                        |
| ------------------------ | ----------------------------------- | ------------------ | ---------------------------------------------------------------------------------------------- |
| 1985                     | Mugsy's Girls                       | Monica             | Also known as Delta Pi                                                                         |
| 1988                     | Backstage                           | Kate Lawrence      |                                                                                                |
| Chương trình truyền hình |                                     |                    |                                                                                                |
| Năm                      | Tên                                 | Vai trò            | Ghi chú                                                                                        |
| 1982                     | Macy's Thanksgiving Day Parade      | Herself            | Performer of "Gloria"                                                                          |
| 1982                     | Saturday Night Live                 | Herself            | Performer of "Gloria" and "Living a Lie"                                                       |
| 1983                     | CHiPs                               | Sarah              | Guest star in "Fox Trap" (season six, episode 16)                                              |
| 1983                     | A Solid Gold Christmas              | Herself            | Performer of "It's Beginning to Look a Lot Like Christmas" and "Santa Claus Is Coming to Town" |
| 1983                     | Dick Clark's New Year's Rockin' Eve | Herself            | Performer of "How am I Supposed to Live Without You" and "Solitaire"                           |
| 1984                     | Automan                             | Jessie Cole        | Guest star in "Murder MTV" (season one, episode nine)                                          |
| 1984                     | Laura Branigan in Concert           | Herself            | Her concert live from Caesars Tahoe                                                            |
| 1984                     | Rock Rolls On                       | Herself            | Co-host, performer of "Self Control" and "The Lucky One"                                       |
| 1985                     | Cover Story                         | Herself            | Biography                                                                                      |
| 1986                     | Disney's Living Seas                | Herself            | Performer and composer of "If I Were a River"                                                  |
| 1988                     | Record Guide '88                    | Herself            | Interview                                                                                      |
| 1990                     | SRO: In Concert                     | Herself            | Her concert live from Atlantic City                                                            |
| 1991                     | Monsters                            | Amanda Smith-Jones | Guest star in "A Face for Radio" (season three, episode 19)                                    |
| Sự kiện                  |                                     |                    |                                                                                                |
| Năm                      | Tên                                 | Vai trò            | Ghi chú                                                                                        |
| 2002                     | Love, Janis                         | Janis Joplin       | Off-Broadway, New York                                                                         |

## Giải thưởng và đề cử
| Năm  | Giải thưởng            | Đề cử                                                | Ca khúc                              | Kết quả      |
| ---- | ---------------------- | ---------------------------------------------------- | ------------------------------------ | ------------ |
| 1982 | Giải Grammy            | Màn trình diễn giọng ca pop xuất sắc nhất - Nữ       | "Gloria"                             | Được đề cử   |
| 1983 | Giải Grammy            | Album của năm                                        | "Imagination" (Nhạc nền, Flashdance) | Được đề cử ‡ |
| 1984 | Giải thưởng âm nhạc Mỹ | Nữ nghệ sĩ video Pop / Rock được yêu thích nhất      | "Self Control"                       | Được đề cử   |
| 1984 | Lễ hội âm nhạc Tokyo   | Giải Grand Prix cho Màn trình diễn giọng ca hay nhất | "The Lucky One"                      | Giành được   |

‡ Đề cử này không được trao cho riêng Laura Branigan.